# Lindsaea seemannii
Lindsaea seemannii är en ormbunkeart som beskrevs av John Smith. Lindsaea seemannii ingår i släktet Lindsaea och familjen Lindsaeaceae. Inga underarter finns listade.